# 도이 마사히로
도이 마사히로(일본어: 土井 正博, 1943년 12월 8일 ~ )는 일본의 전 프로 야구 선수이자 야구 지도자, 야구 해설가·평론가이다.

## 인물

### 프로 입단 전
다이테쓰 고등학교(현재의 한난 대학 고등학교)의 야구부는 후지이데라 구장에서 연습을 하는 경우가 있어 당시 긴테쓰 버펄로스의 스카우트를 맡고 있던 네모토 리쿠오의 입단 제의를 받아 1961년에 고등학교를 2년 만에 중퇴하여 긴테쓰에 입단했다. 모자 가정에서 자라 효도를 생각한 프로 구단의 입단이었다.

### 선수 시절
당시 긴테쓰는 1958년부터 1962년까지 5년 연속 리그 최하위 성적을 기록했으며 도이가 입단한 1961년에 1시즌 최다 패전 기록이 되는 103패를 기록하는 등 ‘퍼시픽 리그의 짐’이라고조차 말해질 정도의 침체를 겪었다. 1961년 시즌 종료 후 긴테쓰의 감독으로 부임한 벳토 가오루는 프로 데뷔 1년 째에 정리 대상(방출을 일컬음)에 포함된 도이의 장타력을 눈여겨보며 4번 타자로 기용했고 ‘18세의 4번 타자’라는 표현이 붙여질 정도의 유명세를 타기 시작했다. 그러나 1962년 도이의 성적은 타율 2할 3푼 1리, 5개 홈런을 기록하면서 ‘약소 구단의 단순한 화제 만들기’라는 비난을 받기도 했다. 도이 자신도 중압갑에 시달려 출전 명단에서 제외해달라고 요청한 적도 있었지만 벳토 감독은 “너를 기용하고 있는 나 자신이 괴롭다. 긴테쓰가 강해지기 위해서는 너의 힘이 필요하다. 그러니까 팀의 미래를 위해서 너는 선발에서 제외되지 않는다”라고 거부해 도이를 선발로 계속 기용했다.
도이는 그 기대에 응하면서 벳토가 긴테쓰 감독 부임 3년 째가 된 1964년에는 3할 대를 밑돈 타율과 28홈런, 98타점을 남기면서 기대에는 못 미쳤지만 리그 최다인 168개를 기록하는 등 팀의 중심 타자로 성장해 그 후에도 긴테쓰의 중심 타자로서 오랫동안 활약했다. 이 일로 인해서 도이는 벳토를 스승처럼 존경했고 벳토는 도이의 결혼식 당시에 아버지가 없는 도이의 아버지 역할을 맡았다. 1964년에 28개 홈런을 기록한 이후 6년 연속으로 20개가 넘는 홈런을 남겼다.
그러나 1970년에 도박 사건(일명 검은 안개 사건)에 연루되어 1개월간 출장 정지 징계를 받았지만 다음해 1971년에는 타율 3할 9리, 40홈런, 113타점으로 개인 최고 성적을 남겼다. 그러나 오스기 가쓰오가 기록한 41홈런 때문에 단 1개 차로 홈런왕 타이틀을 놓쳤다. 이와 같이 오랫동안 팀의 중심 선수로서 활약하고 있으면서도 타격부문 타이틀(수위타자, 홈런왕, 타점왕)을 단 한 번도 차지하지 못했다는 이유로 ‘무관의 제왕’이라고 불렸다.

### 다이헤이요의 이적과 은퇴까지
1974년 시즌 종료 후 다리와 어깨 이상으로 수비 불안이 있었기 때문에 다이헤이요 클럽 라이온스에 트레이드로 이적해 다이헤이요 이적 1년째인 1975년에 시즌 34개 홈런을 기록, 본인에게 있어서는 처음으로 타격부문 타이틀인 홈런왕을 차지했다. 1977년에는 개인 통산 2000안타를 달성했다.
1979년에 구단이 세이부 철도에 매각됨과 동시에 팀 이름도 ‘세이부 라이온스’로 변경된 이후에도 젊은 선수들이 많은 세이부의 정신적 지주로서 노무라 가쓰야, 야마자키 히로유키, 다부치 고이치 등과 함께 팀을 이끌었다. 1981년에는 부상과 부진 때문에 출전 경기 수가 줄어 들었고 네모토 리쿠오 감독의 사임에 의해서 20년 간의 현역 생활을 은퇴했다.

### 그 후
1982년부터 1984년까지 TV 사이타마의 야구 해설위원으로 활동했고 1984년에는 TBS 텔레비전 금요드라마 《책임전가 족의 반란》에 출연(난부 시로 역), 1985년에는 현역 시절 친정팀인 세이부의 2군 타격 코치를 맡았고 이듬해 1986년에 자신과 같은 ‘18세의 4번 타자’였던 기요하라 가즈히로를 지도했다. 그러나 1989년 시즌 중에 도박 사건에 연루되면서 현행범으로 경찰에 체포돼 이 사건으로 인해 세이부의 코치직에서 물러났다.
1990년부터 1991년까지 다시 TV 사이타마에서 야구 해설위원을 맡았고 1992년에 KBO 리그 팀인 삼성 라이온즈의 타격 코치로 부임, 김성근 감독의 지도 하에서 1년 간 역임했으며 삼성은 1994년 시즌 후 예전 같은 팀에서 뛴 재일교포 김일융을 투수코치로 영입할 예정이었으나 김일융의 일본내 스케줄 때문에 무산됐고 일본인 후지시로 가즈아키를 1997년 11월 11일부터 1년 계약으로 투수코치 채용했다. 1996년부터 1999년까지 세이부 1군 타격 코치, 2000년부터 2003년까지 TV 사이타마의 야구 해설위원을 거쳐 2004년부터 2007년까지 세이부 1군 수석 코치를 맡았다. 2008년 10월 1일에 열린 기요하라의 은퇴 경기에 직접 관전했다.
2009년부터 2010년까지 산케이 스포츠(간사이 지역)의 야구 평론가, 2010년 3월 1일부터 3개월 동안 한신 대학 야구 리그 2부에 소속된 오테몬가쿠인 대학의 특별 코치를 역임했고 2011년부터는 4년 만에 세이부로 복귀해 1군 수석 코치 겸 타격 코치로 부임했다. 2017년부터 주니치 드래건스 1군 타격 코치를 맡고 있다. 2018년까지 주니치 드래건스에서 타격코치직을 그만두고 2019년부터는 산케이 스포츠의 야구 평론가로 복귀했다.

## 상세 정보

### 출신 학교
- 다이테쓰 고등학교(현재의 한난 대학 고등학교)

### 선수 경력
- 긴테쓰 버펄로스(1961년 ~ 1974년)
- 다이헤이요 클럽 라이온스·크라운라이터 라이온스·세이부 라이온스(1975년 ~ 1981년)

### 지도자·기타 경력
- TV 사이타마 야구 해설위원(1982년 ~ 1984년, 1990년 ~ 1991년, 2000년 ~ 2003년)
- 세이부 라이온스 2군 타격 코치(1985년 ~ 1989년)
- 삼성 라이온즈 타격 코치(1992년)
- 세이부 라이온스 1군 타격 코치(1996년 ~ 1999년)
- 세이부 라이온스 1군 수석 코치(2004년 ~ 2007년)
- 산케이 스포츠 야구 해설위원(2009년 ~ 2010년)
- 사이타마 세이부 라이온스 1군 수석 코치 겸 타격 코치(2011년 ~ 2012년)
- 주니치 드래곤스 1군 타격 코치(2017년 ~ 2018년)
- 산케이 스포츠 야구평론가(2019년 ~ )

### 수상·타이틀 경력

#### 타이틀
- 홈런왕 : 1회(1975년)
- 최다 안타(당시는 타이틀이 아님) : 2회(1964년, 1967년) ※1994년부터 타이틀로 제정됨.

#### 수상
- 베스트 나인 : 3회(1967년, 1968년, 1978년)[3]
- 올스타전 MVP : 3회(1967년 1차전, 1969년 1차전, 1975년 3차전)

### 개인 기록
- 6경기 연속 홈런(1978년 5월 14일 ~ 5월 22일)
- 5경기 연속 홈런(1973년 7월 29일 ~ 8월 3일)
- 25경기 연속 안타(1967년 9월 7일 ~ 10월 17일)
- 올스타전 출장 : 15회(1963년 ~ 1969년, 1971년, 1973년 ~ 1976년, 1978년 ~ 1980년)
- 통산 1000경기 출장 : 1969년 7월 6일(139번째)

### 등번호
- 51(1961년 ~ 1967년)
- 3(1968년 ~ 1981년)
- 87(1985년 ~ 1989년)
- 71(1996년 ~ 1999년, 2004년 ~ 2007년, 2011년 ~ 2012년)
- 90(2017년 ~ 2018년)

### 연도별 타격 성적
| 연 도       | 소 속                      | 경 기 | 타 석 | 타 수 | 득 점 | 안 타 | 2 루 타 | 3 루 타 | 홈 런 | 루 타 | 타 점 | 도 루 | 도 루 자 | 희 생 번 | 희 생 플 | 볼 넷 | 고 4 | 사 구 | 삼 진 | 병 살 타 | 타 율 | 출 루 율 | 장 타 율 | O P S |
| ----------- | -------------------------- | ----- | ----- | ----- | ----- | ----- | ------- | ------- | ----- | ----- | ----- | ----- | -------- | -------- | -------- | ----- | ---- | ----- | ----- | -------- | ----- | -------- | -------- | ----- |
| 1962년      | 긴테쓰                     | 129   | 500   | 477   | 33    | 110   | 21      | 1       | 5     | 148   | 43    | 16    | 8        | 3        | 2        | 16    | 0    | 2     | 60    | 15       | .231  | .259     | .310     | .569  |
| 1963년      | 긴테쓰                     | 150   | 600   | 566   | 59    | 156   | 33      | 2       | 13    | 232   | 74    | 6     | 7        | 3        | 5        | 24    | 1    | 2     | 74    | 15       | .276  | .307     | .410     | .717  |
| 1964년      | 긴테쓰                     | 147   | 616   | 567   | 75    | 168   | 29      | 4       | 28    | 289   | 98    | 4     | 6        | 4        | 5        | 38    | 1    | 2     | 52    | 12       | .296  | .342     | .510     | .852  |
| 1965년      | 긴테쓰                     | 133   | 539   | 499   | 62    | 135   | 15      | 0       | 24    | 222   | 61    | 3     | 5        | 1        | 2        | 28    | 1    | 9     | 50    | 14       | .271  | .321     | .445     | .766  |
| 1966년      | 긴테쓰                     | 130   | 515   | 469   | 58    | 129   | 27      | 0       | 21    | 219   | 58    | 3     | 6        | 0        | 4        | 40    | 3    | 2     | 48    | 10       | .275  | .335     | .467     | .802  |
| 1967년      | 긴테쓰                     | 125   | 510   | 455   | 62    | 147   | 23      | 2       | 28    | 258   | 93    | 3     | 4        | 0        | 5        | 46    | 12   | 4     | 41    | 5        | .323  | .390     | .567     | .957  |
| 1968년      | 긴테쓰                     | 131   | 542   | 456   | 54    | 141   | 23      | 0       | 20    | 224   | 80    | 7     | 7        | 0        | 7        | 75    | 27   | 4     | 35    | 7        | .309  | .411     | .491     | .902  |
| 1969년      | 긴테쓰                     | 129   | 534   | 463   | 76    | 139   | 22      | 0       | 27    | 242   | 72    | 6     | 5        | 0        | 6        | 59    | 7    | 6     | 31    | 12       | .300  | .386     | .523     | .909  |
| 1970년      | 긴테쓰                     | 73    | 296   | 264   | 29    | 74    | 5       | 0       | 11    | 112   | 41    | 2     | 4        | 0        | 0        | 28    | 5    | 4     | 22    | 7        | .280  | .486     | .424     | .910  |
| 1971년      | 긴테쓰                     | 127   | 520   | 443   | 72    | 137   | 10      | 0       | 40    | 267   | 113   | 2     | 10       | 1        | 8        | 65    | 15   | 3     | 45    | 11       | .309  | .401     | .603     | 1.004 |
| 1972년      | 긴테쓰                     | 118   | 496   | 426   | 66    | 128   | 18      | 0       | 30    | 236   | 84    | 5     | 1        | 0        | 3        | 64    | 6    | 3     | 34    | 16       | .300  | .396     | .554     | .950  |
| 1973년      | 긴테쓰                     | 122   | 492   | 414   | 60    | 131   | 15      | 0       | 29    | 233   | 76    | 2     | 2        | 0        | 4        | 66    | 10   | 8     | 24    | 15       | .316  | .420     | .563     | .983  |
| 1974년      | 긴테쓰                     | 130   | 516   | 429   | 60    | 119   | 8       | 0       | 29    | 214   | 67    | 5     | 2        | 0        | 4        | 74    | 3    | 9     | 35    | 18       | .277  | .406     | .517     | .923  |
| 1975년      | 다이헤이요· 크라운· 세이부 | 130   | 554   | 481   | 74    | 125   | 9       | 0       | 34    | 236   | 82    | 2     | 0        | 0        | 3        | 64    | 4    | 6     | 45    | 13       | .260  | .354     | .491     | .845  |
| 1976년      | 다이헤이요· 크라운· 세이부 | 121   | 491   | 429   | 53    | 111   | 7       | 0       | 25    | 193   | 73    | 3     | 4        | 0        | 6        | 51    | 1    | 5     | 38    | 10       | .259  | .344     | .445     | .789  |
| 1977년      | 다이헤이요· 크라운· 세이부 | 123   | 495   | 428   | 45    | 106   | 8       | 0       | 24    | 186   | 67    | 3     | 4        | 1        | 4        | 57    | 4    | 5     | 35    | 10       | .248  | .343     | .436     | .779  |
| 1978년      | 다이헤이요· 크라운· 세이부 | 126   | 497   | 433   | 54    | 131   | 13      | 0       | 26    | 222   | 75    | 2     | 5        | 0        | 6        | 53    | 5    | 5     | 35    | 8        | .303  | .385     | .513     | .898  |
| 1979년      | 다이헤이요· 크라운· 세이부 | 128   | 540   | 470   | 56    | 127   | 12      | 1       | 27    | 222   | 70    | 2     | 5        | 1        | 2        | 61    | 0    | 6     | 42    | 15       | .270  | .361     | .472     | .833  |
| 1980년      | 다이헤이요· 크라운· 세이부 | 116   | 455   | 395   | 48    | 112   | 8       | 1       | 23    | 191   | 65    | 1     | 1        | 0        | 2        | 51    | 1    | 7     | 22    | 14       | .284  | .375     | .484     | .859  |
| 1981년      | 다이헤이요· 크라운· 세이부 | 61    | 145   | 130   | 9     | 26    | 3       | 0       | 1     | 32    | 8     | 1     | 1        | 0        | 0        | 12    | 0    | 3     | 9     | 8        | .200  | .283     | .246     | .529  |
| 통산 : 20년 | 통산 : 20년                | 2449  | 9853  | 8694  | 1105  | 2452  | 309     | 11      | 465   | 4178  | 1400  | 78    | 87       | 14       | 78       | 972   | 106  | 95    | 777   | 235      | .282  | .361     | .481     | .842  |

- 굵은 글씨는 시즌 최고 성적.
- 1973년에 다이헤이요(다이헤이요 클럽 라이온스), 1977년에 크라운(크라운라이터 라이온스), 1979년에 세이부(세이부 라이온스)로 구단명을 변경.